# Микели, Лоренцо
Лоренцо Микели (итал. Lorenzo Micheli; род. 1975) — итальянский гитарист, исполнитель академической музыки.
Учился в Милане у Паолы Коппи, в Лозанне у Фредерика Зиганте, в Базельской академии музыки и Триестской консерватории у Оскара Гильи. Выиграл конкурсы гитаристов в Гарньяно (1996) и в Алессандрии (1997).
Микели известен как пропагандист и популяризатор творчества Марио Кастельнуово-Тедеско: он записал два альбома его гитарной музыки и подготовил к изданию ранее не публиковавшиеся сочинения для гитары. Другой издательский проект Микели — публикация всех сонат для гитары австрийского композитора первой половины XX века Фердинанда Ребая. Остальные записи Микели включают альбом, посвящённый музыке Дионисио Агуадо (2001) и запись всех гитарных сочинений Мигеля Льобета (2004).
Значительная часть записей и выступлений Микели проходит в дуэте с другим гитаристом, Маттео Мела, вместе с которым они в некоторых случаях пользуются названием Soloduo (соло-дуэт). По мнению критика «Вашингтон Пост»,

Необыкновенно чувственная, с почти невыносимой деликатностью туше, игра дуэта была не иначе как восторженной.

Вместе Микели и Мела записали два концертных дуэта Антуана Луайе, три квартета Франсуа де Фосса (для двух гитар, скрипки и виолончели), альбом гитарной музыки Астора Пьяццолы и др.